# Ibodat Rachhimova
Ibodat Rachimova (Ибодат Рахимова) (12 november 1922–24 april 2009) var en sovjet-tadzjikisk kommunist.
Hon var sekreterare i kommunistpartiet centralkommittés departement för propaganda och agitation 1966-1978, vice ordförande 1955-1966 och sekreterare 1978-1988 i högsta sovjet i Tadzjikiska SSR.